# باغ دهک
باغ دهک یک روستا در ایران است که در دهستان رقه واقع شده‌است. باغ دهک ۱۶۷ نفر جمعیت دارد.